# Ер-Рутба
Ер-Рутба (араб. الرطبة ar-Ruṭba, також романізоване Rutba, Rutbah) — іракське місто в західній провінції Аль-Анбар, повністю населене мусульманами-сунітами. Населення становить близько 28 400 осіб. Займає стратегічне місце на дорозі Амман - Багдад і нафтопроводі Кіркук-Хайфа. Вважається «мокрою плямою», вона отримує 114,3 мм дощу на рік і розташоване на високому плато. Його описують як «найізольованіше місто будь-якого розміру в Іраку».
Ер-Рутба починався як зупинка для рейсів Imperial Airways на початку 20 століття, а також служив водною зупинкою для Nairn Transport Company. У грудні 1934 року за шістнадцять кілометрів на південь від Ар-Рутба розбився знаменитий голландський літак Uiver, усі на борту загинули. Під час англо-іракської війни в 1941 році Ар-Рутба був місцем зіткнення між британськими військами, включаючи Арабський легіон, і силами, вірними Рашиду Алі аль-Гайлані.

## Історія
Під час британської адміністрації в Іраку, відомої як підмандатний Ірак, Рутба-Веллс, як його тоді називали, був місцем відпочинку для рейсів Imperial Airways із Великобританії до Індії та Перської затоки. Авіакомпанія Imperial Airways використовувала старий форт у Рутба-Веллсі як будинок відпочинку, однак «скаргою взимку був холод, оскільки будівельники в Рутба-Веллсі, не передбачили камінів чи інших обігрівачів». Літаки летіли з Каїра до Гази, до Рутба-Веллс і до Багдада. Згідно з дослідженням, проведеним Люсі Бадд з Університету Лафборо, злітно-посадкова смуга та будинок відпочинку в Рутбах-Веллс були спеціально побудовані урядом Іраку для Imperial Airways, і для захисту від ворожих племен був призначений загін озброєних солдатів. Один пасажир написав про «незабутні враження від прибуття в самий безлюдний і надзвичайний хостел у світі», а інший зазначив про «абсурдність спускатися [вранці] на англійський сніданок з шинкою та яйцем посеред пустелі». Пасажири не повинні були сідати або висаджуватися в Рутба-Веллс.

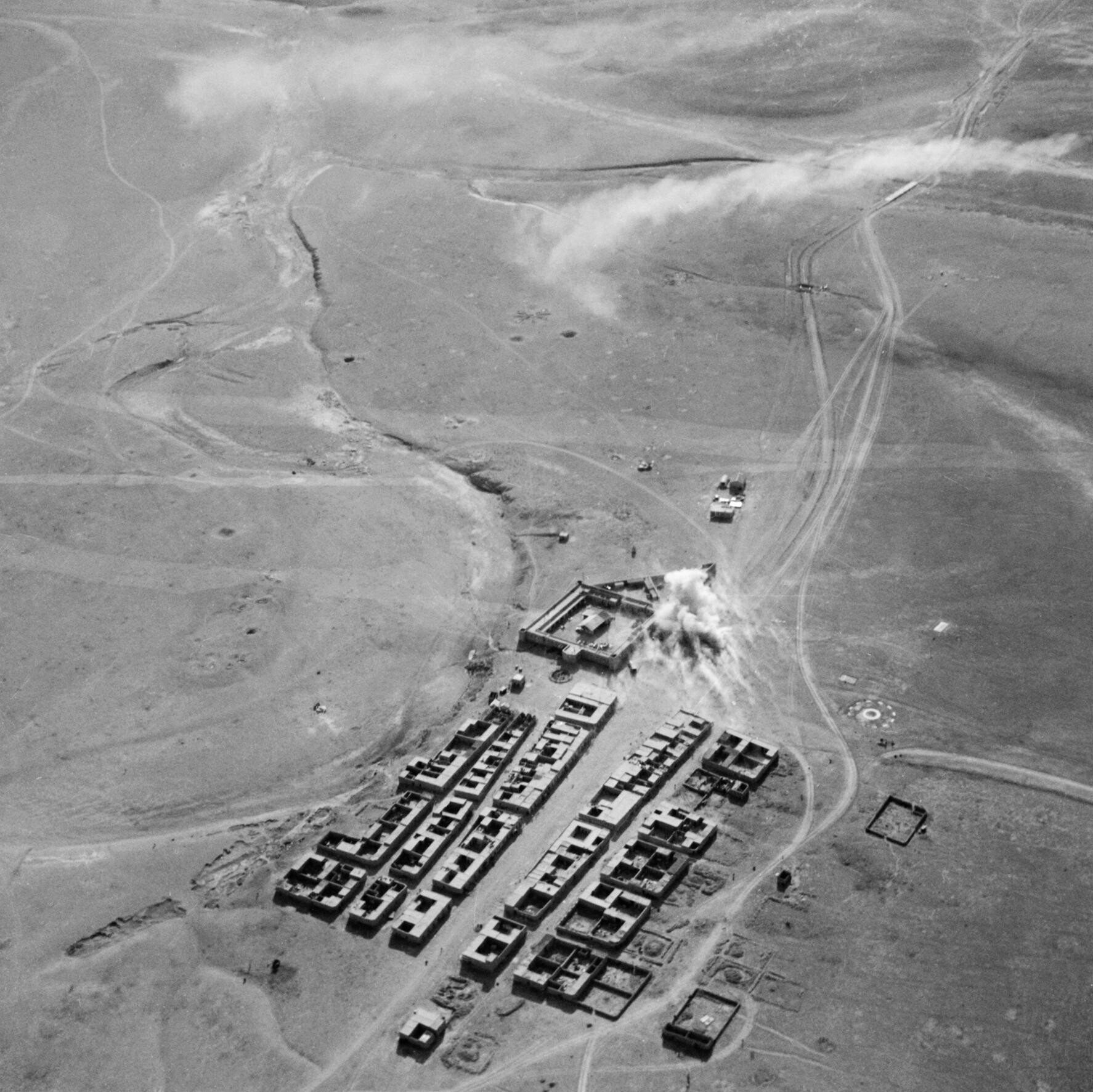
Напад на форт Рутба в 1941 році

Під час англо-іракської війни 1941 року сили, вірні Рашиду Алі, 2 травня 1941 року захопили форт. У відповідь бомбардувальники Blenheim V з 203-ї ескадрильї RAF скинули бомби на форт і навколо нього. Форт був відвойований силами Арабського легіону за підтримки Бронеавтомобільної компанії 2 після того, як захисники форту залишили його вночі 10 травня.

## Клімат
Ер-Рутба має жаркий пустельний клімат (класифікація клімату Кеппена BWh). Найбільше опадів випадає взимку. Середньорічна температура в Ер-Рутба становить 18,8 °C (65,8 °F). Близько 117 мм опадів випадає щорічно.
| Клімат Ер-Рутба                        | Клімат Ер-Рутба | Клімат Ер-Рутба | Клімат Ер-Рутба | Клімат Ер-Рутба | Клімат Ер-Рутба | Клімат Ер-Рутба | Клімат Ер-Рутба | Клімат Ер-Рутба | Клімат Ер-Рутба | Клімат Ер-Рутба | Клімат Ер-Рутба | Клімат Ер-Рутба | Клімат Ер-Рутба |
| Показник                               | Січ.            | Лют.            | Бер.            | Квіт.           | Трав.           | Черв.           | Лип.            | Серп.           | Вер.            | Жовт.           | Лист.           | Груд.           | Рік             |
| Середній максимум, °C                  | 12,8            | 15,6            | 19,8            | 25,4            | 31,5            | 36,0            | 38,2            | 37,8            | 36,1            | 29,8            | 21,5            | 14,4            |                 |
| Середній мінімум, °C                   | 1,1             | 2,2             | 3,3             | 10,2            | 15,2            | 18,5            | 21,1            | 21,1            | 17,3            | 12,8            | 7,2             | 2,7             |                 |
| Норма опадів, мм                       | 16              | 13              | 17              | 19              | 10              | 0               | 0               | 0               | 1               | 6               | 16              | 19              | 117             |
| -------------------------------------- | --------------- | --------------- | --------------- | --------------- | --------------- | --------------- | --------------- | --------------- | --------------- | --------------- | --------------- | --------------- | --------------- |
| Джерело: Climate-Data.org,Climate data |                 |                 |                 |                 |                 |                 |                 |                 |                 |                 |                 |                 |                 |